# Ward Hermans
Cornelius Eduardus Hermans (Turnhout, 6 de fevereiro de 1897 – Deurne, 23 de novembro de 1992) foi um político e escritor nacionalista belga-flamengo.

## Biografia
Hermans serviu no Exército Belga durante a Primeira Guerra Mundial antes de se envolver na política como membro do nacionalista Frontpartij.  Como punição por seu envolvimento no Movimento Flamengo, ele foi enviado para o Pelotão Florestal Especial, uma unidade militar penal belga localizada em Orne, Normandia, França, em julho de 1918, onde trabalhou como lenhador como forma de trabalho penal. 
Após a guerra, Hermans serviu no Frontparij no parlamento belga de 1929 a 1932.  Ele deixou o Frontpartij em 1933 para ingressar no Verdinaso e logo se tornou conhecido por sua postura pró-nazista em jornais como De Schelde, Volk en Staat e Strijd.  Sua filiação chegou ao fim no ano seguinte, quando ele discutiu com Joris van Severen e deixou o grupo para se juntar à União Nacional Flamenga.  Servindo como líder de distrito para o grupo de 1935 a 1940, ele também retornou ao parlamento como representante do VNV de 1939 a 1944. 

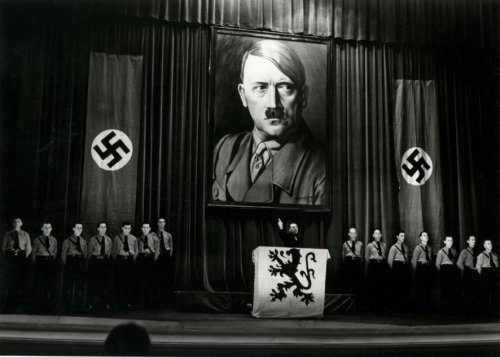
Hermans em um comício do Partido Nazista em 1941

Hermans se tornou um colaborador entusiasmado da Alemanha Nazista após a invasão alemã da Bélgica em 1940. No mesmo ano, Hermans, juntamente com René Lagrou, foi o fundador da Algemeene-SS Vlaanderen, a Schutzstaffel Flamenga.  Tendo deixado seus compromissos oficiais com o VNV em outubro de 1940 para se concentrar nesta tarefa, ele também editou o jornal do novo movimento, SS-Man.  Nos últimos anos da guerra, Hermans foi à Alemanha para transmitir propaganda pelo rádio em Bremen. 
Hermans foi condenado à morte à revelia após a Segunda Guerra Mundial, mas não foi preso até sua captura na Alemanha em novembro de 1946. Ele foi devolvido à Bélgica, onde sua sentença foi comutada para prisão perpétua, e ele foi libertado em 1955.  Ele permaneceu em grande parte afastado do envolvimento político após sua libertação, exceto por um período na Ordem dos Militantes Flamengos durante a década de 1970,  antes de sua morte em 23 de novembro de 1992.